# Alessandria, Italija
Alessandria (piedmonsko Lissandria) je italijansko mesto s skoraj 100.000 prebivalci v deželi Piemont in glavno mesto pokrajine Alessandria. Leži približno 80 km vzhodno od Torina.